# Połonicznik nagi

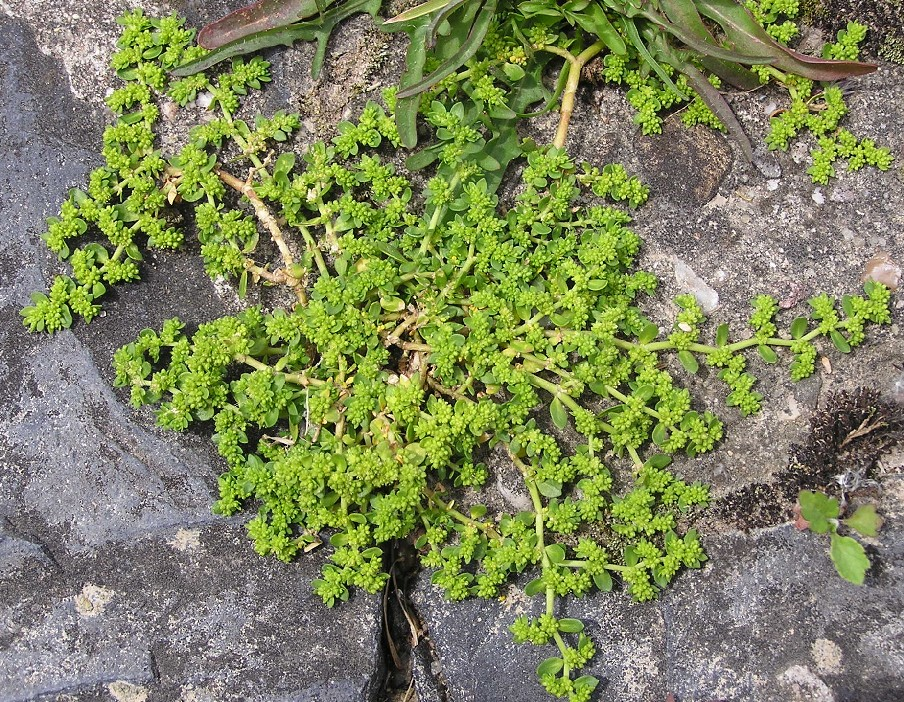
Pokrój

Połonicznik nagi (Herniaria glabra L.) – gatunek rośliny z rodziny goździkowatych (Caryophyllaceae). Występuje w Europie, północnej Afryce i zachodniej Azji. W Polsce jest rozpowszechniony na obszarze niemal całego kraju, rzadszy jest w Bieszczadach, na Przedgórzu Sudeckim i Nizinie Śląskiej.

## Morfologia
PokrójWytwarza palowy korzeń, od którego rozchodzą się wkoło rozesłane po ziemi łodygi długości do 30 cm i grubości do 2 mm, rozgałęziające się widlasto, u nasady zdrewniałe. Cała roślina jest naga lub tylko nieznacznie owłosiona. Ma żółtozielony kolor.
LiścieEliptyczne lub odwrotnie lancetowate, całobrzegie, naprzeciwległe, z dwoma drobnymi, błoniastymi przylistkami.
KwiatyDrobne, niepozorne, o wąskich płatkach korony długości ok. 1 mm, podobnych do nitek pręcików. Mają żółtawozielonawą barwę i zebrane są w zbite 5-12 kwiatowe kłębiki w pachwinach liści. Kielich nagi o tępych działkach kielicha.

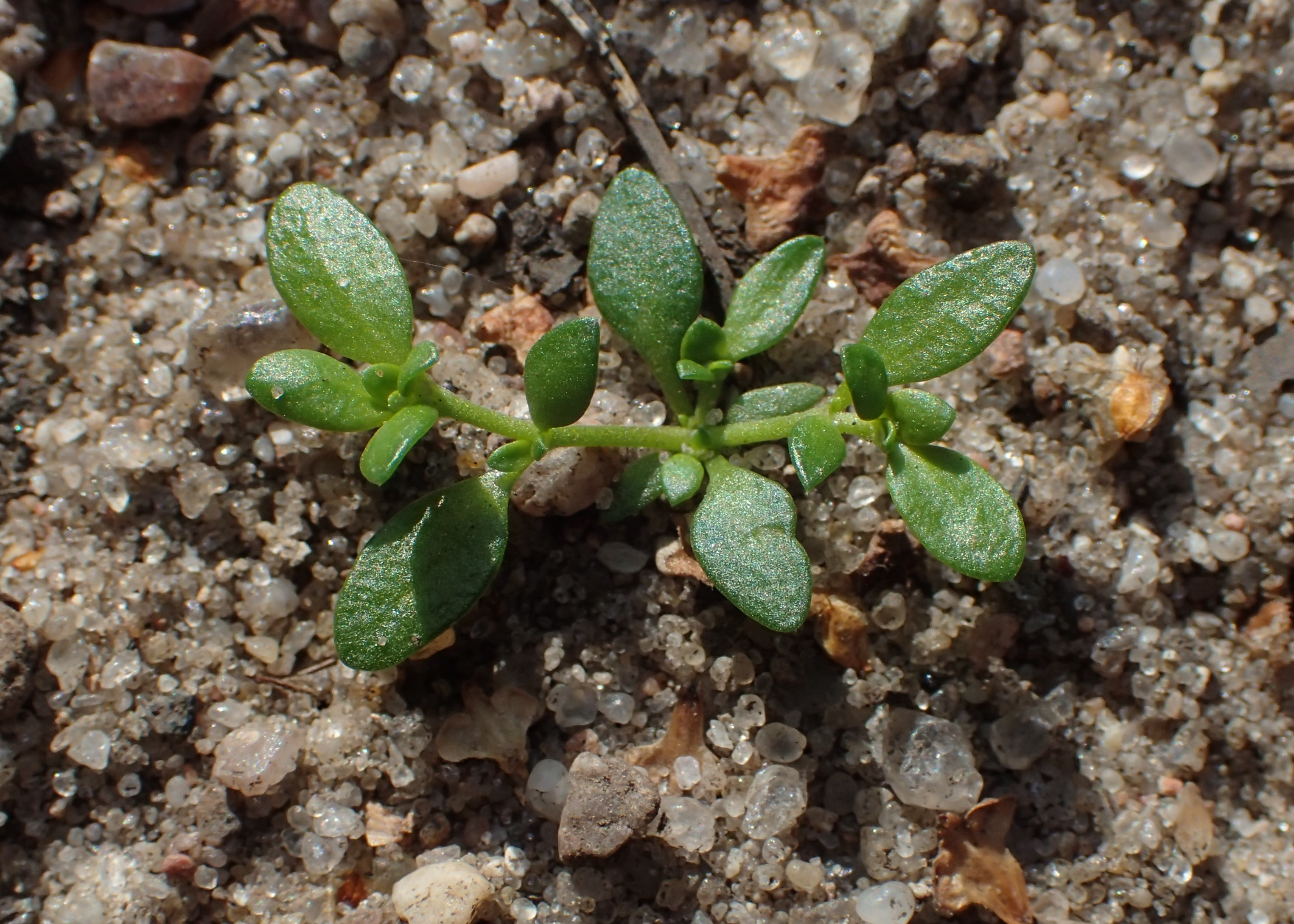
Młoda roślina
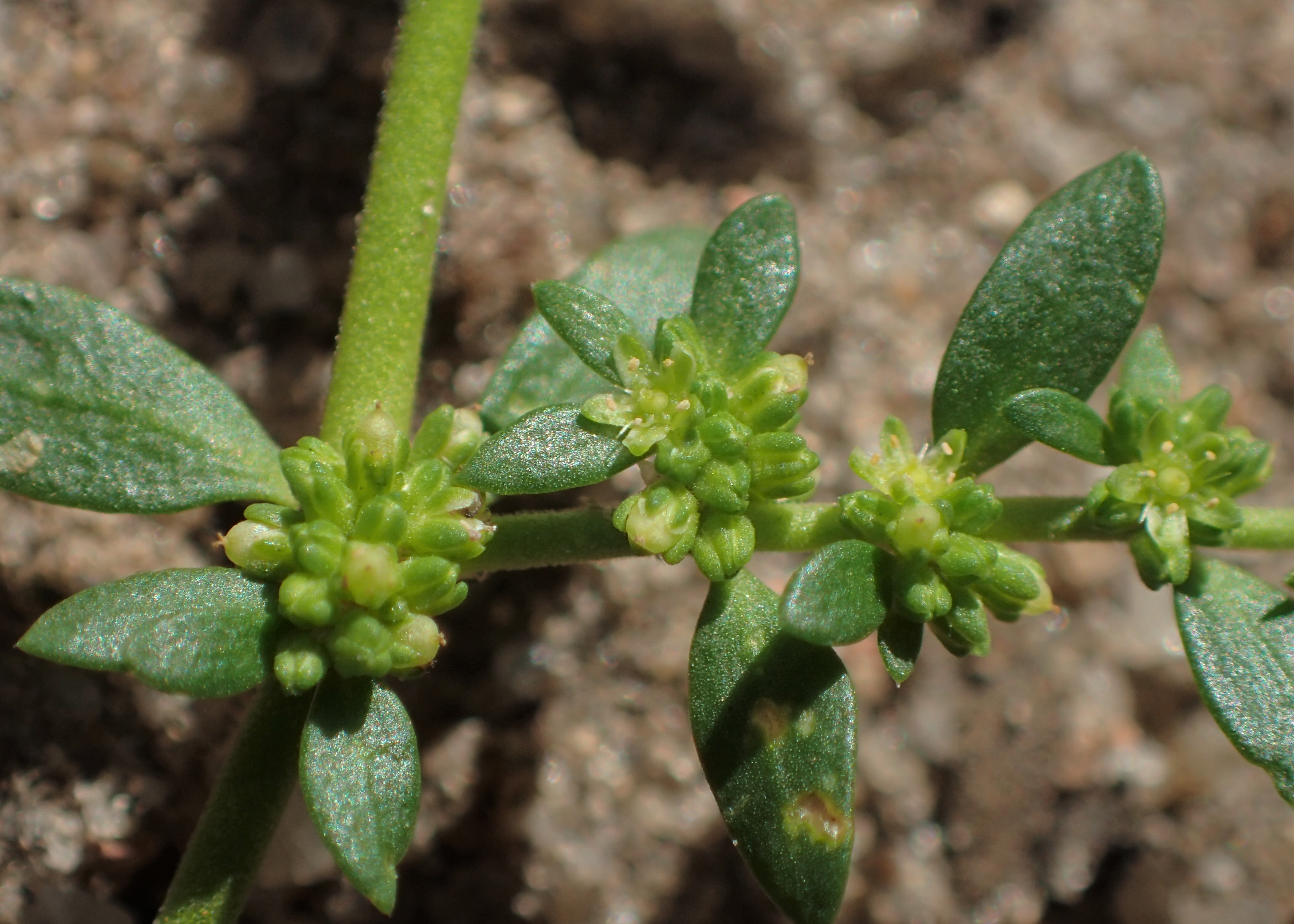
Kwitnący pęd
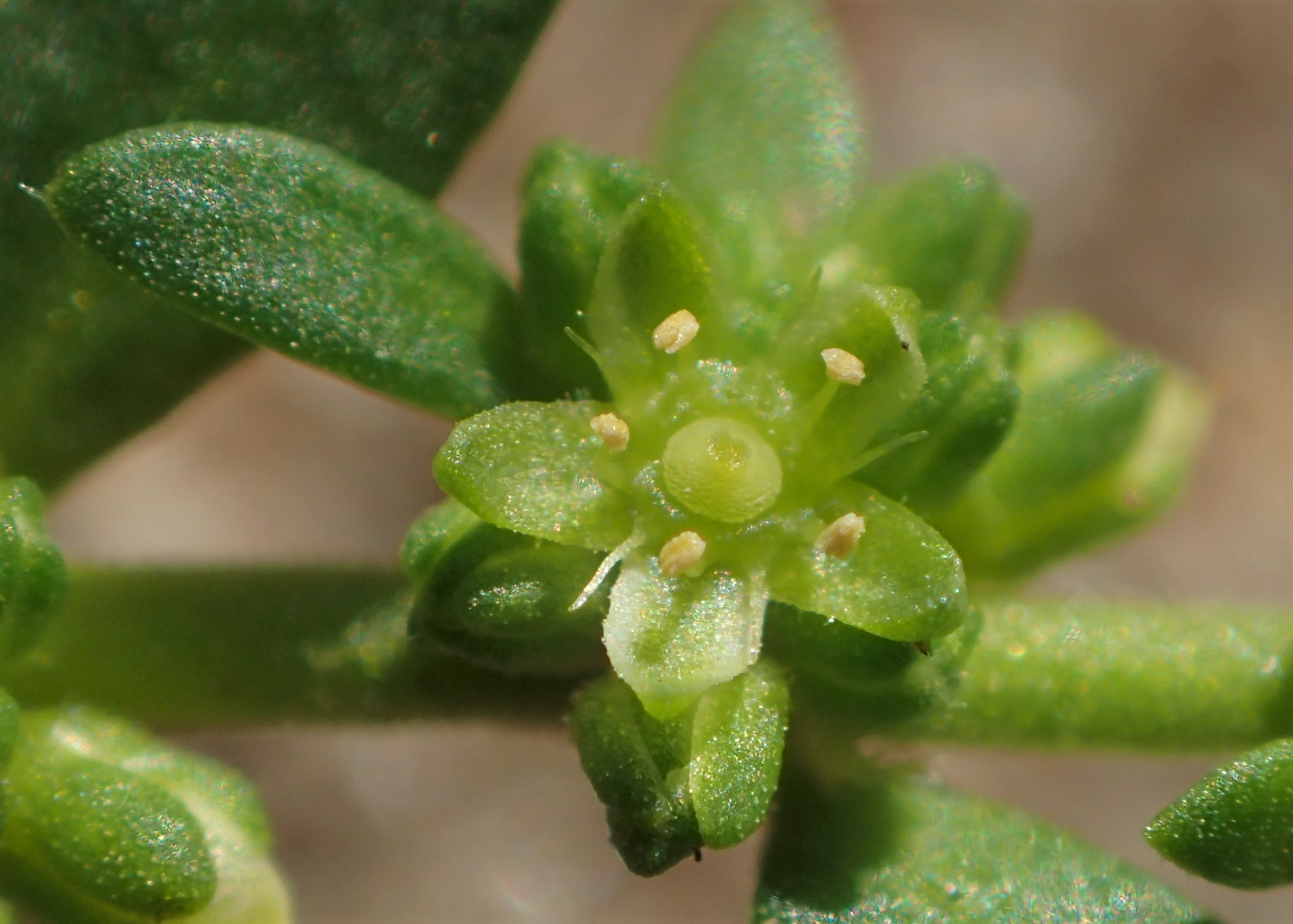
Kwiat

## Biologia i ekologia
Roślina jednoroczna lub dwuletnia, rzadziej Bylina, hemikryptofit. Siedlisko: pola, pastwiska, przydroża, siedliska ruderalne. Rośnie na słonecznych, słabo wapiennych i piaszczystych glebach. W klasyfikacji zbiorowisk roślinnych gatunek charakterystyczny dla All. Vicio lathyroidis-Potentilion i Ass. Sclerantho-Herniarietum. Kwitnie od czerwca do października.

## Zastosowanie
Roślina lecznicza
- Działanie: nieznaczne działanie rozkurczowe na mięśnie gładkie, zwłaszcza dróg moczowych; dość słabe działanie moczopędne. Przetwory z połonicznika wywierają działanie przeciwbakteryjne na drobnoustroje znajdujące się w drogach moczowych, w tym również na szczepy oporne na antybiotyki i chemioterapeutyki.
- Surowiec zielarski: ziele (Herba Herniariae)
- Skład chemiczny: saponiny trójterpenowe – tzw. glabrozydy (11%), flawonoidy do 2,5% (np. hiperozyd, kwercetyna, narcyzyna), pochodne hydroksykumaryny ok. 0,2 (herniaryna, umbeliferon, skopoletyna), kwasy organiczne (m.in. kwas glikolowy, kwas glicerolowy), ślady olejku eterycznego, garbniki, sole mineralne.
- Zbiór i suszenie: od czerwca do października zbiera się rozkwitające rośliny o jednolitej zielonej barwie, ścinając je pod pierwszym rozgałęzieniem, bez najniższej części łodygi, zwykle zdrewniałej. Suszy się w miejscach zacienionych i przewiewnych.
- Przeciwwskazania: Ostre zapalenie kłębków nerkowych, krwawienia oraz ostry nieżyt żołądka i dwunastnicy, zmiany nowotworowe w obrębie dróg moczowych[6].